# František Brixi
František Xaver Brixi (2 de enero de 1732 – 14 de octubre de 1771) fue un compositor y organista checo del período clásico. Su nombre se indica a veces en la bibliografía mediante la forma alemana; Franz.

## Biografía
Brixi nació en Praga, hijo del compositor Šimon Brixi. Recibió su educación musical en el Piarist Gymnasium en Kosmonosy. Entre sus maestros estuvo Václav Kalous, compositor de relevancia en su patria.
En 1749 abandona Kosmonosy y regresa a Praga, donde trabaja como organista en varias iglesias. En 1759, con solo 27 años de edad, fue nombrado maestro de capilla de la Catedral de San Vito, que constituía el principal cargo musical de la ciudad. Mantuvo este puesto hasta su temprana muerte, provocada por la tuberculosis. Escribió alrededor de 290 composiciones para iglesia, de los tipos más variados, incluyendo cantatas, oratorios y composiciones orquestales. Sus obras más conocidas son los conciertos para órgano.

## Estilo
El estilo de Brixi se distingue de sus contemporáneos por sus frescas melodías, ritmos vivaces y bajos muy libres, además de su simple pero efectiva orquestación. Durante su vida sus obras tuvieron amplia difusión en Bohemia y Moravia.  

## Principales obras
- Missa integra en re menor
- Opus patheticum de septem doloribus Beatae Marae Virginis
- Concierto en Re mayor
- Judas Iscariothes - Oratorium pro die sacro Parasceves
- Missa solemnis re mayor - misa para solo, coro, orquesta y órgano
- Litanie de seto Benedieto
- Confiteor Tibi Domine
- Sinfonía en Re
- Bitevní sinfonie
- Fuga en la menor
- Pastoral en do mayor
- Preludio en do mayor
- Regina coeli